# Störung der Sinnesverarbeitung
Die Störung der Sinnesverarbeitung (auch bekannt als Störung der sensorischen Integration) ist eine Krankheit, die vorliegt, wenn multisensorische Integration nicht angemessen verarbeitet wird, um passende Reaktionen zu den Anforderungen der Umwelt zu liefern.
Die Sinne stellen Informationen auf verschiedene Weisen zur Verfügung. Dies kann in unterschiedlichen Arten wie visueller Wahrnehmung, akustischer Wahrnehmung, haptischer Wahrnehmung, olfaktorischer Wahrnehmung, gustatorischer Wahrnehmung, propriozeptiver Wahrnehmung und vestibulärer Wahrnehmung geschehen. Menschen benötigen all diese Wahrnehmungsarten, um zu funktionieren. Die Störung der sensorischen Integration ist charakterisiert durch ein signifikantes Problem bei der Verarbeitung von Eindrücken, die vom eigenen Körper oder der Umwelt kommen. Dies bewirkt eine verminderte Leistungsfähigkeit in den wesentlichen Lebensbereichen wie Beruf, Sozialleben oder Alltagsaktivitäten. Die Ausprägung der Schwierigkeiten bei der Verarbeitung von Sinneseindrücken ist von Betroffenen zu Betroffenen verschieden. Im Speziellen sind es der haptische Bereich (Empfindlichkeit gegen Stoffe durch Juckreiz, wenn andere Menschen keine Probleme damit haben), der vestibuläre Bereich (Reisekrankheit) oder der propriozeptive Bereich (Schwierigkeiten bei der Einschätzung der nötigen Kraft, um ein Objekt zu halten und angemessen damit umzugehen).
Sensorische Integration wurde von der Ergotherapeutin Anna Jean Ayres 1972 wie folgt definiert: „Der neurologische Prozess, der Sinneseindrücke aus dem eigenen Körper und aus der Umwelt organisiert und es uns ermöglicht, den Körper effektiv in der Umwelt einzusetzen.“

## Klassifizierung
Störungen der Sinnesverarbeitung werden in drei Bereiche eingeteilt: Störung der Modulation sensorischer Signale, sensomotorische Störung und sensorische Diskriminierung.
- Störung der Modulation sensorischer Signale wird hinsichtlich dreier Subtypen unterschieden: Überreaktivität, Unterreaktivität und sensorischem Verlangen (Suche).[9] Sie ist dementsprechend durch Reizüberflutung,[6][10] zu schwache Reaktion auf sensorische Reize oder dem übermäßigen Impuls zur Suche nach sensorischer Stimulation gekennzeichnet. Modulation sensorischer Signale bezeichnet einen komplexen Prozess im zentralen Nervensystem,[6][11] in dem neuronale Signale, welche Informationen über die Intensität, Häufigkeit, Dauer, Komplexität und Neuartigkeit angepasst werden.[12] Die Betroffenen zeigen Verhaltensauffälligkeiten, die im Umgang als ängstlich, abweisend, stur oder selbstbezogen erscheinen können, oder situativ aus der kreativen und aktiven Suche nach sensorischem Input resultieren, welche letztlich jedoch die soziale Teilhabe und soziale Bindungen teils erheblich zu beeinträchtigen vermögen.[9]
- Sensomotorische Störung zeigt einen unorganisierten motorischen Output als Ergebnis von falscher Informationsverarbeitung, welche die Gleichgewichtskontrolle beeinflusst. Dieses führt zu Haltungsproblemen und/oder Koordinations- und Entwicklungsstörungen.[6][13]
- Sensorische Diskriminierung. Hier handelt es sich um fehlerhafte Verarbeitung von sensorischen Informationen wie visuellem oder auditivem Input; zum Beispiel Unaufmerksamkeit, Disorganisation oder schlechte Schulleistung. Sie kann visuell, auditiv, haptisch, den Geruch/Geschmack betreffen, sich auf Positionen oder Bewegungen beziehen oder interozeptiv sein.[6]

## Anzeichen und Symptome
Die Symptome fallen unterschiedlich aus, je nachdem, welche Art und Unterart der Störung vorliegt. Sie kann nur einen Sinn oder mehrere Sinne betreffen. Während viele Menschen eines oder mehrere Symptome zeigen, muss die Störung der Sinnesverarbeitung einen klaren funktionalen Einfluss auf das Leben des Betroffenen darstellen.
Personen, die von Überreaktionen betroffen sind, können unter anderem:
- eine Aversion gegen bestimmte Gewebe und Stoffe, Lebensmittel, Pflegemittel oder Materialien des alltäglichen Gebrauchs, auf die die meisten Leute nicht reagieren, aufzeigen. Die Aversion muss dabei das normale Verhalten beeinträchtigen wie zum Beispiel bei einem Kind, das sich weigert Socken anzuziehen oder einem Erwachsenen, dessen Essensgewohnheiten so selektiv sind, dass er nicht mit anderen ins Restaurant ausgehen kann.
- Gruppen oder öffentliche Plätze aufgrund von Geräuschempfindlichkeit vermeiden.
- so starke Reisekrankheit durch Autofahren entwickeln, dass sie sich weigern, in ein Fahrzeug einzusteigen.
- andere Personen weder umarmen noch küssen, weil der Reiz beim Hautkontakt als negativ empfunden wird.
- sich sehr unbehaglich oder bedroht durch normale Geräusche, Bewegungen, Gerüche, Geschmäcke oder sogar innere Empfindungen wie dem Herzschlag fühlen.
- Schlafstörungen aufzeigen (Aufwachen als Reaktion auf sehr leise Geräusche) und/oder Einschlafstörungen durch sensorische Überflutung.
- als Säugling, sich weigern zu kuscheln.
- Schwierigkeiten haben, sich selbst zu beruhigen, da sie unter konstantem Stress stehen.

Personen, die von Unterreaktion betroffen sind, können unter anderem:
- starke Probleme mit dem Aufwachen haben.
- abwesend oder langsam wirken.
- sich Schmerzen und/oder der Präsenz anderer Menschen nicht bewusst sein.
- taub wirken, obwohl die Hörfunktion überprüft wurde.
- als Kind ungewöhnlich lange im Wickelalter bleiben, weil sie nicht merken, dass sie eingemacht haben.

Personen, die an sensorischen Verlangen leiden suchen sehr extreme Sinneseindrücke und können unter anderem:
- sehr zappelig sein.
- laute, verstörende Geräusche suchen oder sie selber verursachen.
- andauernd klettern, springen oder stürzen.
- an Kleidung, Fingern oder z. B. Schreibstiften saugen oder sie beißen.
- impulsiv wirken.

Personen, die an sensormotorischen Störungen leiden, können unter anderem:
- langsam und unkoordiniert wirken.
- ungeschickt wirken und schlechte motorische Fähigkeiten oder Handschrift aufweisen.
- eine schlechte Körperhaltung haben.
- als Kind verspätet Krabbeln, Stehen und Laufen lernen.
- ausschweifend werden, um motorische Aufgaben zu vermeiden.

Personen, die an sensorischer Diskriminierung leiden, können unter anderem:
- sehr oft Gegenstände fallen lassen.
- eine schlechte Handschrift aufweisen.
- Schwierigkeiten beim Anziehen oder Essen haben.
- unangemessenen Druck bei der Handhabung von Gegenständen anwenden.

Andere Anzeichen und Symptome:
- schlechte Einbindung von Gleichgewicht und Reflexen zur Richtungskorrektur.
- schwacher Muskeltonus in Streckmuskeln und Beugemuskeln gegen die Schwerkraft
- schlechte Körperhaltungskontrolle
- schwache Augenmuskelbewegung
- nicht integrierte Reflexe wie die Fechterstellung
- ruckartige Augenbewegung
- inadäquate motorische, ideelle oder konstruktive Praxis
- Schwierigkeiten, Bewegungen unter Nutzung von Feedback Informationen zu planen
- Schwierigkeiten, Bewegungen unter Nutzung von Feedforward Informationen zu planen
- eine schlechte motorische Koordination aufweisen

## Ursachen
Das Mittelhirn, eine Region des Stammhirns des zentralen Nervensystems birgt die frühen Zentren für die Verarbeitungsbahnen der multisensorischen Integration und ist involviert in Prozesse wie Koordination, Aufmerksamkeit, Erregung und vegetative Funktionen. Nachdem sensorische Informationen diese Zentren durchlaufen haben, werden sie an andere Hirnregionen, die für Emotionen, Gedächtnis und anspruchsvolle kognitive Funktionen zuständig sind, weitergeleitet.
Eine Störung des Prozesses der Sinnesverarbeitung beeinträchtigt nicht nur die Interpretation von und Reaktion auf Reize, sondern auch anspruchsvollere Funktionen. Eine Verletzung in einem Teil des Gehirns, der in der Verarbeitung von multisensorischen Reizen involviert ist, kann die Ursache für Schwierigkeiten in einer angemessenen und funktionalen Verarbeitung von Reizen sein.
Die derzeitige Forschung im sensorischen Verarbeitungsprozess fokussiert sich auf genetische und neurologische Ursachen der Störung der Sinnesverarbeitung. EEG und das Messen ereigniskorrelierter Potentiale werden traditionellerweise genutzt, um die Ursachen von Verhaltensweisen die bei einer Störung der sensorischen Integration auftreten, zu untersuchen.
Einige Vorschläge für die zugrundeliegenden Ursachen durch die derzeitige Forschung sind:

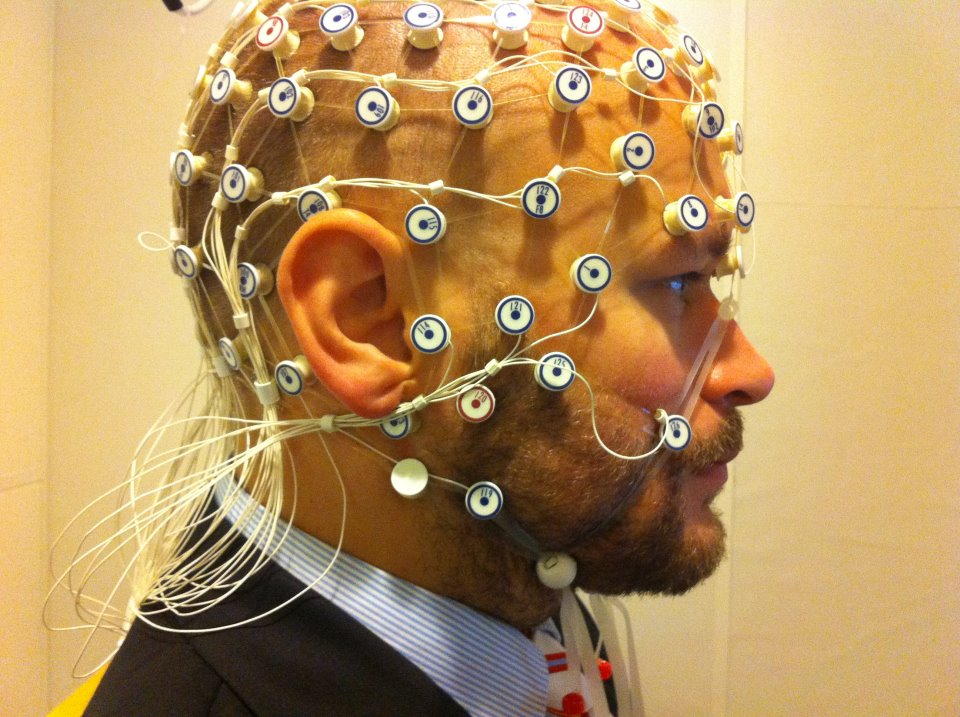
EEG-Aufzeichnung

- Überreaktion in haptischer und akustischer Wahrnehmung scheint genetisch beeinflusst zu sein, wobei haptische Überreaktivität eine stärkere Vererbungswahrscheinlichkeit aufweist. Bivariate genetische Analysen zeigten verschiedene genetische Faktoren für individuelle Auffälligkeiten in auditiver oder haptischer Verarbeitungsstörung.[15]
- Personen mit einer Störung der sensorischen Integration haben eine geringere Taktzahl in der Elektrophysiologie als normale Vergleichspersonen.[16][17]
- Personen mit sensorischer Überreaktivität können erhöhtes Auftreten von Dopamin-D2-Rezeptoren im Striatum aufweisen, was mit einer Vermeidung von haptischen Reizen und vermindertem Gewöhnungseffekt korreliert.[18]
- Studien, die ereigniskorrelierte Potentiale bei Kindern mit einer sensorischen Überreaktivität verwenden, fanden atypische neuronale Integration von sensorischem Input. Verschiedene neurale Generatoren konnten im Prozess der sensorischen Informationsverarbeitung früher aktiviert werden als bei normal entwickelten Individuen.

Die automatische Assoziation von kausal zusammenhängenden sensorischen Inputs, die in einem frühen Stadium der sensorischen Wahrnehmung des Reizes auftritt, könnte bei Kindern mit einer Störung der sensorischen Integration nicht ordentlich funktionieren. Eine These ist, dass beim Eintreffen eines multisensorischen Reizes anspruchsvolle Systeme im Frontallappen und kognitive Prozesse aktiviert werden, an Stelle von automatischer Integration von multisensorischen Reizen, wie sie bei normal entwickelten Erwachsenen im auditorischen Cortex auftritt.
- die jüngste Forschung fand abnormale Mikrostrukturen in der Weißen Substanz bei Kindern mit Störung der sensorischen Integration, im Vergleich zu normalen Kindern oder Kindern mit anderen neurologischen Störungen wie Autismus oder ADHS.[20]

## Diagnose
Die Störung der Sinnesverarbeitung ist in der diagnostischen Klassifikation von psychischen und Entwicklungsstörungen in der Kindheit (DC:0-3R) zurzeit akzeptiert, aber nicht als psychische Störung in medizinischen Handbüchern wie dem ICD-10 oder dem DSM-5 anerkannt.
Eine Diagnose kann per Durchführung von standardisierten Tests und Fragenkatalogen, professionelle Beobachtungsmaßstäbe und Beobachtung des freien Spiels in der Beschäftigungstherapie gestellt werden. Eine Beobachtung der funktionalen Aktivität kann auch in der Schule oder zu Hause durchgeführt werden. Einige Maßstäbe, die nicht exklusiv für die Beurteilung der Störung der sensorischen Integration benutzt werden, können visuelle Wahrnehmung, neurologische Funktionen und motorische Fähigkeiten messen.
Je nach Herkunftsland wird die Diagnose durch verschiedene Berufsstände wie Ergotherapeuten, Psychologen, Spezialisten zur Unterstützung des Lernens, Physiotherapeuten und/oder Sprachtherapeuten gestellt. In einigen Ländern wird empfohlen, eine umfassende psychologische und neurologische Beurteilung durchzuführen, wenn die Symptome schwerwiegend sind.

### Tests

#### Standardisierte Tests
- Sensory Integration and Praxis Test. (SIPT)
- DeGangi-Berk Test of Sensory Integration (TSI)
- Test of Sensory Functions in Infants (TSFI)[24]

#### Standardized questionnaires
- Sensory Profile, (SP)[25]
- Sensory Profile 2 (SP 2)[26]
- Infant/Toddler Sensory Profile[24]
- Adolescent/Adult Sensory Profile
- Sensory Profile School Companion
- Sensory Processing Measure (SPM)[27]
- Sensory Processing Measure Preeschool (SPM-P)[28]

#### Andere verwendbare Tests
- Clinical Observations of Motor and Postural Skills (COMPS)[29]
- Developmental Test of Visual Perception: Second Edition (DTVP-2)[30]
- Beery–Buktenica Developmental Test of Visual-Motor Integration, 6th Edition (BEERY VMI)
- Miller Function & Participation Scales
- Bruininks–Oseretsky Test of Motor Proficiency, Second Edition (BOT-2)[31]
- Behavior Rating Inventory of Executive Function (BRIEF)[32][33]

## Behandlung
Es wurden einige Therapien entwickelt um die Störung der Sinnesverarbeitung zu behandeln.

### Therapie der sensorischen Integration

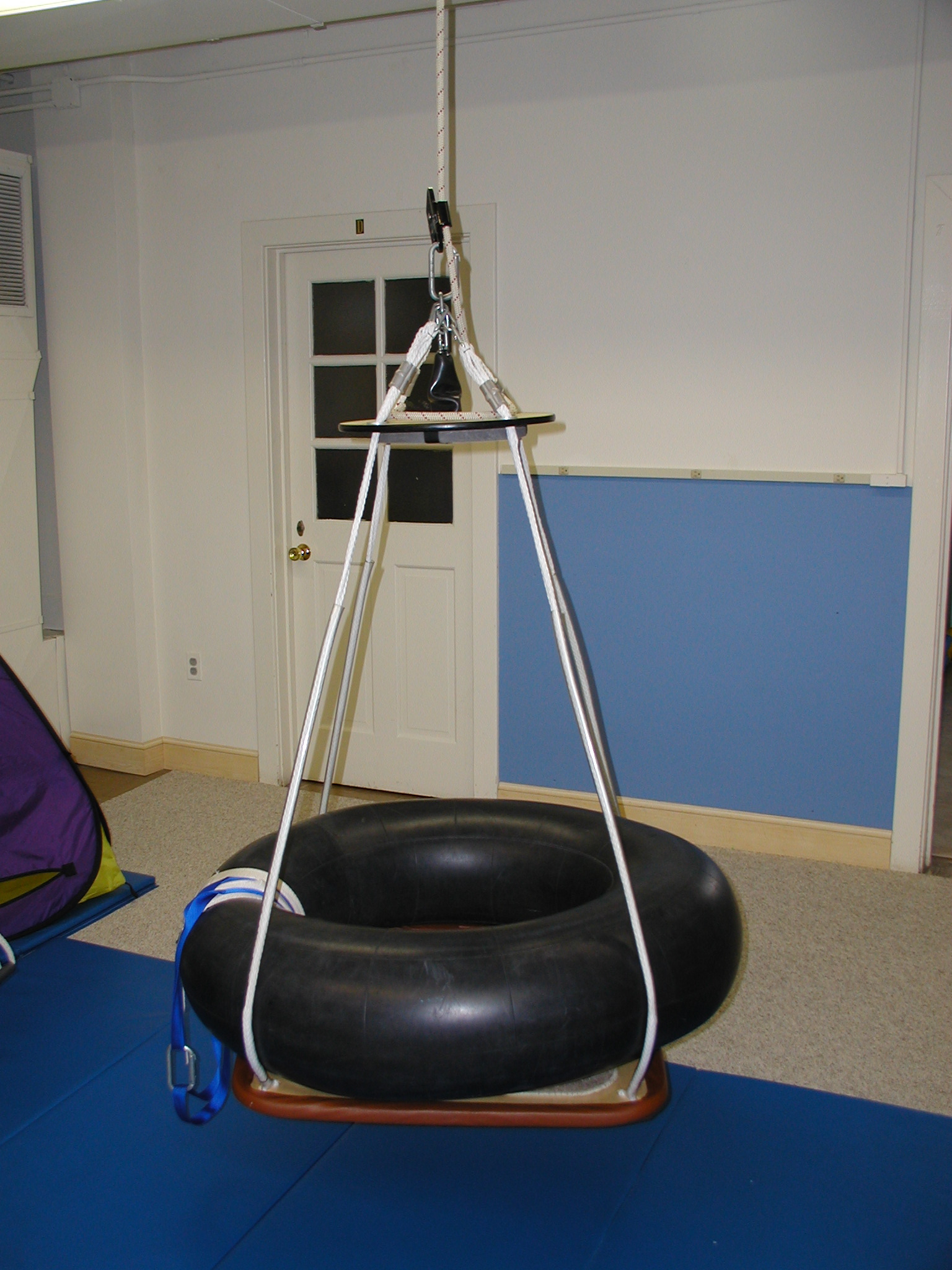
Stimulation des vestibulären Systems durch herabhängendes Equipment einer Reifenschaukel

Hauptform der Therapie der sensorischen Integration für ein Kind ist eine Beschäftigungstherapie in einem Raum, der speziell dafür entwickelt wurde um alle Sinne zu aktivieren.
In der Behandlungssitzung arbeitet der Therapeut eng mit dem Kind zusammen, um das Level von sensorischen Reizen, das das Kind bewältigen kann, bereitzustellen und es zu ermuntern, sich im Raum zu bewegen. Eine Therapie der sensorischen Integration wird von vier Prinzipien angetrieben:
- Angemessene Anforderung (das Kind muss im Stande sein, die Anforderungen erfolgreich zu bewältigen, die durch die spielerischen Aktivitäten gestellt werden.)
- Adaptive Reaktion (das Kind passt sein Verhalten durch neue und nützliche Strategien in Reaktion auf die gestellten Anforderungen an)
- Aktive Beteiligung (das Kind möchte sich einbringen, da die Aktivitäten Spaß machen)
- Individuell (die Vorlieben des Kindes werden benutzt, um dessen therapeutische Erfahrungen in der Sitzung zu initiieren)

### Therapie des Prozesses der Sinnesverarbeitung
Diese Therapieform behält die vier oben genannten Prinzipien bei und fügt die Folgenden hinzu:
- Intensität (die Person besucht die Sitzungen täglich über einen ausgedehnten Zeitraum)
- Entwicklungsansatz (der Therapeut setzt bei dem Entwicklungsalter an, im Gegensatz zum wirklichen Alter der Person)
- systematische Test/Retest-Beurteilung (alle Klienten werden vor und nach der Behandlung beurteilt)
- Prozessgetrieben anstatt aktivitätsgetrieben (der Therapeut konzentriert sich auf die „gerade richtige“ emotionale Bindung und den Prozess der die Beziehung stärkt)
- Elternbildung (Elternbildung wird in den Therapieprozess mit eingebunden)
- „joie de vivre“ (Glücklichsein ist das Hauptziel der Therapie. Es wird durch soziale Teilnahme, freiwillige Selbstkontrolle und Selbstbewusstsein erreicht)
- eine Kombination von Best-Practice-Maßnahmen (diese werden oft begleitet durch die integrative Systemtherapie des Zuhörens und elektronische Medien wie Xbox Kinect, Nintendo Wii, Makoto II Maschinen Training und andere)

### Andere Methoden
Einige Behandlungsformen (wie zum Beispiel sensormotorische Handhabung) haben eine fragliche Begründung und keine empirische Grundlage. Wieder andere Behandlungsformen (wie zum Beispiel, Korrekturlinsen, Sport und auditorisches Training) haben nach Studien kleine Erfolge gezeigt; aufgrund methodologischer Probleme dieser Studien können aber nur wenige Schlüsse daraus gezogen werden.
Obwohl reproduzierbare Behandlungen beschrieben wurden und die Maßstäbe für die Behandlungsergebnisse bekannt sind, existieren Lücken im Wissen über die Störung der Sinnesverarbeitung und ihre Therapie.
Die empirische Fundierung ist begrenzt, weswegen eine systematische Auswertung notwendig ist, wenn diese Maßnahmen angewendet werden.
Kinder mit Unterreaktivität können starken Reizen wie dem Streichen mit einem Kamm, Vibrationen oder Reiben ausgesetzt werden. Im Spiel können viele Materialien wie Knetmasse oder Fingerfarbe verwendet werden, um die Sinne zu stimulieren.
Kinder mit Überreaktivität können Probleme damit haben, sich vor dem Schlafengehen zu beruhigen. Beruhigende Aktivitäten mit dem Kind durchzuführen wie leise Musik zu hören, leichtes Schaukeln, Yoga oder tiefe Atemtechniken in einem sanft beleuchteten Raum können helfen sie zu beruhigen und es für sie erleichtern einzuschlafen.
Belohnungen können benutzt werden, um Kinder zu motivieren, Aktivitäten, die sie normalerweise vermeiden würden, zu tolerieren.
Während einige Ergotherapeuten sich meist auf einen Rahmen von Referenzstudien und Therapieformen stützen, um die Fähigkeit des Kindes, sensorische Reize zu erhöhen und angemessen zu verarbeiten, setzen andere Therapeuten den Fokus auf ein Entgegenkommen der Umwelt durch Eltern und Schulpersonal, welches die Funktionsfähigkeit des Kindes zu Hause, in der Schule und in der Gemeinschaft verbessern kann. Dieses Entgegenkommen kann darin bestehen, spezielle Kleidung auszuwählen, fluoreszentes Licht zu vermeiden und Ohrstöpsel für den Notfall bereitzustellen (wie zum Beispiel für Feueralarmübungen).

### Erwachsene
Es gibt zunehmend wissenschaftliche Beweise dafür, dass auch Erwachsene an der Störung der Sinnesverarbeitung leiden. In Großbritannien zeigt die jüngste Forschung und klarere klinische Ergebnisse von Patienten, die mit Störung der Sinnesverarbeitung diagnostiziert wurden, dass Therapie eine angemessene Behandlungsart darstellt. Erwachsene Patienten zeigen eine weite Bandbreite von Entwicklungsstörungen wie Autismus und Asperger-Syndrom, sowie Koordinationsschwierigkeiten und einige psychische Probleme. Einige Therapeuten sind der Meinung, dass diese Krankheit der Erwachsenen mit Problemen in ihrem Versuch, die Anforderungen der Umwelt im täglichen Leben zu bewältigen, durch den Prozess der Sinnesverarbeitung verursacht wird.

## Epidemiologie
Es wird vermutet, dass bis zu 16,5 % der Kinder im Schulalter erhöhte Verhaltensweisen der Störung der sensorischen Integration aufweisen, sowohl im haptischen als auch auditiven Bereich. Jedoch könnte diese Zahl eine Unterschätzung der Überreaktivität darstellen, da die Studie nicht Kinder mit Entwicklungsstörungen oder frühgeborene Kinder miteinschloss, die mit höherer Wahrscheinlichkeit an der Krankheit leiden. Somit ist der Anteil größer, als frühere Studien mit kleineren Stichproben gezeigt hatten: Diese gingen von einer Schätzung von 5-13 % der Kinder im Schulalter aus. Die Häufigkeit für andere Unterarten der Störung der sensorischen Integration ist nicht bekannt.

## Beziehung zu anderen Krankheiten
Gleichzeitig mit der Störung der sensorischen Integration treten häufig auch andere Störungen auf. Personen, bei denen eine Störung der Sinnesverarbeitung diagnostiziert wurde, können auch Angstprobleme, ADHS Nahrungsmittelunverträglichkeit, Verhaltensstörungen und andere Krankheiten aufweisen.

### Autismusspektrum und Störung des Sinnesverarbeitungsprozesses
Die Störung der Sinnesverarbeitung tritt häufig gleichzeitig mit einer Diagnose im Autismusspektrum auf. Obwohl häufig ein Problem mit sensorischen Reizen bei autistischen Kindern und Erwachsenen auftritt, gibt es keine ausreichenden Belege dafür, dass sensorische Symptome Autismus von anderen Entwicklungsstörungen abgrenzt.
Auffälligkeiten sind größer im Bereich der Unterreaktivität (zum Beispiel irgendwo anecken) als im Bereich der Überreaktivität (zum Beispiel Stress durch laute Geräusche) oder im Bereich des aktiven Suchens nach Reizen (wie zum Beispiel rhythmische Bewegungen).
Die Symptome könnten bei Kindern häufiger auftreten: Einige Studien zeigen, dass autistische Kinder einen beschränkten Tastsinn hatten, während autistische Erwachsene diese Probleme nicht aufwiesen.
Ein Fragenkatalog für sensorische Erfahrungen wurde entwickelt, um die Muster im Prozess der sensorischen Verarbeitung bei Kindern, die autistisch sein könnten, zu identifizieren.

### Störung der Sinnesverarbeitung und ADHS
Es wird spekuliert, dass Störungen der Sinnesverarbeitung bei Personen mit Aufmerksamkeitsproblemen fehldiagnostiziert werden. Ein Beispiel dafür wäre, wenn ein Schüler, der nicht wiederholen kann was im Unterricht gesagt wurde (aus Langeweile oder Ablenkung), angewiesen wird, sich auf eine Störung der sensorischen Integration untersuchen zu lassen.
Dieser Schüler könnte von einem Ergotherapeuten darauf untersucht werden, ob er Konzentrationsschwierigkeiten hat, und eventuell von einem Audiologen oder Sprachtherapeuten für auditive oder sprachliche Verarbeitungsstörungen.
Ebenso könnte ein Kind fälschlicherweise mit ADHS diagnostiziert werden, weil Impulsivität aufgetreten ist, da Impulsivität eigentlich nur auftritt, wenn bestimmte Reize gesucht oder vermieden werden.
Ein Schüler könnte auch regelmäßig vom Stuhl im Unterricht aufstehen, obwohl er mehrmals ermahnt wurde, weil seine schlechte Propriozeption (Wahrnehmung der Körperbewegung) dazu führt, dass er vom Stuhl fällt und Angst davor hat, sodass er, wo immer dies möglich ist vermeidet, sich zu setzen. Wenn ein Kind mit einem gepolsterten Kissen (das mehr sensorischen Input liefert) länger sitzen bleiben kann oder wenn es zu Hause oder in einem bestimmten Klassenzimmer, aber nicht im Hauptklassenzimmer sitzen kann, ist eventuell eine nähere Untersuchung für die Ursache der Impulsivität angebracht.

### Andere Begleiterkrankungen
Viele Krankheiten können mit einer Störung der Sinnesverarbeitung einhergehen, wie Schizophrenie, Succinat-Semi-Aldehyd-Dehydrogenase-Mangel, primäre nächtliche Enuresis, prenataler Alkoholkonsum, Lernstörung und Autismus, Tourette-Syndrom. Eventuell betroffen sind auch Menschen mit Schädel-Hirn-Trauma oder Cochleaimplantat und genetische Probleme haben können wie ein Fragiles-X-Syndrom. Eine Störung der sensorischen Integration wird nicht als Teil des Autismusspektrums gesehen; ein Kind kann eine positive Diagnose gestellt bekommen, ohne dass andere Begleiterkrankungen vorliegen.

## Kontroverse

### Medizinische Handbücher
Störung der sensorischen Integration erscheint in Stanley Greenspans Diagnostic Manual for the Infancy and Early Childhood, SPD in Stanley Greenspans Diagnostic Manual for Infancy and Early Childhood und Regulation Disorders of Sensory Processing als Teil der The Zero to Three’s Diagnostic Classification. In ICD-10 und DSM-5 ist die Störung nicht enthalten. Jedoch ist die ungewöhnliche Reaktion auf sensorischen Input und ein ungewöhnliches Interesse für sensorische Aspekte ein mögliches aber nicht notwendiges Kriterium für die Diagnose von Autismus.

### Fehldiagnosen
Einige sind der Meinung, dass die Störung der Sinnesverarbeitung eine eigenständige Diagnose ist, während andere meinen, dass Auffälligkeiten in der sensorischen Reaktivität Teilaspekte von anderen Diagnosen darstellen.
Die American Academy of Pediatrics gibt den Ratschlag, keine eigenständige Diagnose einer Störung der Sinnesverarbeitung zu stellen, ohne dass sie ein Symptom des Autismusspektrums, ADHS, Dyspraxie oder kindlicher Angststörung ist.
Der Neurowissenschaftler David Eagleman hat vorgeschlagen, die Störung der Sinnesverarbeitung als eine Form von Synästhesie zu betrachten, bei der getrennte Wahrnehmungsbereiche in der Verarbeitung gekoppelt sind.
Eagleman nimmt an, dass dies konkret auf die Physiologie des zentralen Nervensystems zurückführbar sei: So sei beispielsweise ein sensorischer Reiz, der korrekterweise mit dem Areal für Farbwahrnehmung verbunden sein müsste, vielmehr physiologisch mit Hirnregionen verknüpft, die am Auftreten von Schmerz, Aversion oder Übelkeit beteiligt sind.
Forscher haben die behandelbare Krankheit als hypoaklemische sensorische Überstimulation beschrieben, welche sowohl die Kriterien für eine Diagnose von ADHS als auch einer Störung der Sinneswahrnehmung trifft.

### Forschung
Es wurden über 130 Artikel zum Thema sensorische Integration in peer-reviewten Zeitschriften (meist im Bereich Ergotherapie) veröffentlicht. Die Schwierigkeiten, dabei Doppelblindstudien zur Störung der Sinnesverarbeitung durchzuführen, wurden von Temple Grandin und anderen angesprochen. Weiterführende Forschung sei nötig.
Weil der Stand der Forschung bezüglich der Störung der Sinnesverarbeitung noch nicht weit genug fortgeschritten, und die Effektivität der Therapieformen limitiert und nicht beweiskräftig sei, gibt die American Academy of Pediatrics den Ratschlag an Kinderärzte, Familien über diese Anwendungsgrenzen zu informieren, den Probezeitraum für die Therapie mit ihnen abzustimmen und zu erklären, wie man die Effektivität der Therapie beurteilen könne.

## Geschichte
Die Störung der Sinnesverarbeitung wurde zuerst ausführlich von der Ergotherapeutin Anna Jean Ayres (1920–1989) beschrieben. Ihren Abhandlungen zufolge hat ein Betroffener eine verminderte Fähigkeit, sensorische Informationen zu organisieren während sie wahrgenommen werden.

### Das Modell von Ayres
Ayres theoretisches Rahmengerüst für die Störung der Sinnesverarbeitung wurde von ihr nach sechs faktoranalytischen Studien von Gruppen von Kindern mit Lernschwächen, perzeptuellmotorischen Störungen und normal entwickelten Kindern erstellt.
Ayres entwickelte die folgende Nosologie (systematische Beschreibung der Krankheit) auf Grund der Muster, die in den faktoranalytischen Studien auftraten:
- Dyspraxie: schlechte Bewegungsplanung (eher in Beziehung zu den Gleichgewichtsorganen und zur Propriozeption)
- schlechte bilaterale Integration: inadäquate Benutzung beider Körperhälften gleichzeitig
- haptische Überempfindlichkeit: negative Reaktionen auf haptische Reize
- Defizite in der visuellen Wahrnehmung: Schlechte Raum- und Formwahrnehmung und schlechte Augenmotorik
- somatische Dyspraxie: schlechte Bewegungsplanung (in Beziehung zu unzureichenden Informationen, die vom haptischen oder propriozeptiven Wahrnehmungssystem kommen)
- auditorische-sprachbezogene Probleme

Sowohl die visuelle Wahrnehmung als auch Defizite im auditorischen- sprachbezogenen Bereich sollen eine starke kognitive Komponente besitzen und nur schwache Beziehungen zu Defiziten im sensorischen Verarbeitungsprozess aufweisen; also werden sie in vielen Modellen nicht als zentrale Defizite im sensorischen Verarbeitungsprozess gesehen.
1998 führte Mulligan eine Studie mit 10,000 Datenbeständen durch, wobei jeder ein individuelles Kind repräsentierte. Sie führte konfirmierende und explorative Faktoranalysen durch und fand ähnliche Daten wie Ayres.

### Das Modell von Dunn
Dunns Nosologie benutzt zwei Kriterien: den reaktiven Typ (passiv oder aktiv) und sensorische Reizschwelle zu Input (niedrig oder hoch) und erstellt 4 Typen:
- niedrige Reizregistrierung, große Reizschwelle mit passiver Reaktion.
- Vermeidung von Reizen, niedrige Reizschwelle und aktive Reaktion.
- Suche nach Reizen, hohe Reizschwelle und aktive Reaktion.
- sensorisch empfindlich, niedrige Reizschwelle mit passiver Reaktion.

### Das Modell von Miller
In Millers Nosologie wurde „Störung der Sinnesverarbeitung“ in „Sensory processing disorder“ (Störung des Sinnesverarbeitungsprozesses) umbenannt, um die koordinierte Forschungsarbeit zu vereinfachen in Bereichen wie der Neurologie, da „der Gebrauch des Begriffs sensorische Integration oft im Zusammenhang mit neurophysiologischen zellulären Prozessen eher als eine Verhaltensreaktion auf sensorischen Input, wie bei Ayres, üblich ist.“
Die derzeitige Nosologie von Störungen des Sinnesverarbeitungsprozesses wurde durch Miller entwickelt und beruht auf neurologischen Prinzipien.

### Andere Modelle
Eine große Anzahl von Ansätzen haben Anregungen aufgenommen, das Lernen und Verhalten zu beeinflussen.
- Das „Altert Program for Self-Regulation“ ist zum Beispiel eine komplementäre Herangehensweise, die kognitives Bewusstsein für Aufmerksamkeit erhöht und oft sensorische Strategien nutzt um das Lernen und Verhalten zu unterstützen
- Andere Ansätze nutzen primär passive sensorische Erfahrungen oder sensorische Stimulationen nach spezifischen Protokollen, wie dem Wilbarger Ansatz oder dem Vestibular-Oculomotor Protocol